# Altenhof (Schmallenberg)
Altenhof ist ein Ortsteil der Stadt Schmallenberg in Nordrhein-Westfalen.

## Geographie

### Lage
Der Ort liegt an der B 511 und an der Leiße rund eineinhalb Kilometer westlich von Bad Fredeburg und etwa vier Kilometer nördlich von Schmallenberg.

### Nachbarorte
Angrenzende Orte sind Bad Fredeburg, Ebbinghof und Heiminghausen.

## Geschichte
Der Altenhof gehörte vor 1300 dem Junker auf der Leiße. Nachweislich wurde 1464 ein "Schulte" ohne Vornamen im Altenhof genannt. 1518 schenkte der Vikar zu Berghausen, Johann Wormecke, den Hof der neuen Vikarie zu Fredeburg. Im Jahre 1861 werden das Herrenhaus und die Stallungen nach einem großen Feuer neu errichtet.
Bis zur kommunalen Neugliederung in Nordrhein-Westfalen gehörte Altenhof zur Gemeinde Wormbach. Seit dem 1. Januar 1975 ist Altenhof ein Ortsteil der Stadt Schmallenberg.

## Religion
Die kleine neugotische Kapelle wurde 1861 von dem Besitzer Lorenz Schulte zu Ehren der Gottesmutter errichtet und am 11. Dezember 1862 geweiht. 1892 erhielt die Kapelle einen Kreuzweg.